# Tonari no Onee-san ga Suki
Tonari no Onee-san ga Suki (隣のお姉さんが好き?  lit. Amo a la chica mayor de al lado) es una serie de manga web japonés escrito e ilustrado por Koume Fujichika. Se ha serializado en la plataforma en línea Manga Cross de Akita Shoten desde el 25 de agosto de 2021, y se ha recopilado en dos volúmenes tankōbon hasta el momento.

## Publicación
Tonari no Onee-san ga Suki  es escrito e ilustrado por Koume Fujichika. Comenzó su serialización en la plataforma en línea Manga Cross de Akita Shoten el 25 de agosto de 2021. Akita Shoten recopila sus capítulos individuales en volúmenes tankōbon. El primer volumen se publicó el 19 de mayo de 2022, y hasta el momento se han lanzado dos volúmenes.
| Volúmenes de manga publicados | Volúmenes de manga publicados | Volúmenes de manga publicados |
| Número                        | Fecha de publicación          | ISBN                          |
| ----------------------------- | ----------------------------- | ----------------------------- |
| 1                             | 19 de mayo de 2022            | ISBN 978-4-253-30474-0        |
| 2                             | 20 de diciembre de 2022       | ISBN 978-4-253-30475-7        |

## Recepción
La serie fue nominada para el Next Manga Award 2022 en la categoría de manga web.